# Harnham
Harnham – przysiółek w Anglii, w Northumberland, w dystrykcie (unitary authority) Northumberland, w civil parish Belsay. Leży 35.6 km od miasta Alnwick, 23.7 km od miasta Newcastle upon Tyne i 418.3 km od Londynu. W 1951 roku civil parish liczyła 38 mieszkańców.